# Ташматов, Мансур Ганиевич
Мансу́р Гани́евич Ташма́тов (узб. Mansur G‘aniyevich Toshmatov/Мансур Ғаниевич Тошматов, род. 14 сентября 1954, Ташкент) — советский и узбекистанский певец эстрады и джаза, Народный артист Узбекистана (1995), Заслуженный артист Узбекской ССР (1986). Лауреат 3-й премии фестиваля «Золотой Орфей» (Болгария, 1978). Является художественным руководителем эстрадно-симфонического оркестра имени Батыра Закирова.
Сын видного деятеля музыкального искусства, Народного артиста Узбекской ССР Ганиджана Ташматова.

## Биография
Мансур Ганиевич Ташматов родился 14 сентября 1954 года в Ташкенте, в семье музыканта (гиджак) и композитора, будущего Народного артиста Узбекской ССР, Ганиджана Ташматова.
Окончив учёбу в средней общеобразовательной школе, поступил в Ташкентский театрально-художественный институт на отделение музыкальной драмы и комедии.
Начал певческую карьеру в ансамбле «Синтез». Затем был солистом коллективов «Наво» (1976—1979) и «Садо» (1979—1981) гастрольно-концертного объединения «Узбекконцерт».
В июне 1978 года, представляя СССР на международном фестивале эстрадной песни «Золотой Орфей» в Болгарии, был удостоен 3-й премии.
В 1978 году на фирме «Мелодия» выходит грампластинка «Поёт Мансур Ташматов».
В 1980—1982 годах проходил службу в советской армии.
Затем последовательно являлся певцом-солистом Джизакской филармонии (1982—1984), Узбекской государственной филармонии, ансамбля песни и танца вооружённых сил Республики Узбекистан (1991—1999). Во время работы в Дизакской филармонии создал ансамбль «Сангзар». После возвращения в Ташкент, в 1985 году, сформировал при филармонии новый музыкальный коллектив «Файз». Одновременно певец занимался современной джазовой музыкой с ансамблем «Радуга» Ташкентской дирекции «Цирк на сцене».
В 1986 году Мансур Ташматов удостоен звания Заслуженного артиста Узбекской ССР, в 1995 году — звания Народного артиста Узбекистана.
В 1998 году сформировал группу «Сидериз». В 2000 году Мансур Ташматов записал компакт-диск своих песен «Your favorite songs».
В настоящее время работает художественным руководителем эстрадно-симфонического оркестра имени Батыра Закирова.
Лауреат Межгосударственной премии СНГ «Звёзды Содружества» за 2020 год.

## Репертуар
В репертуар Мансура Ташматова входят как песни знаменитых мировых исполнителей — Фрэнка Синатры, Тома Джонса, Стиви Уандера, Эл Джерро, — так и сочинения узбекистанских песенников (Э.Солихов, И.Акбаров и других). Музыка его хита «Русские берёзы» была написана Е. А. Ширяевым. Кроме того, Мансур Ташматов сам положил на музыку тексты некоторых своих песен (стихи У. Абдуазимовой, Ш. Рашидова).
В 2010 году, вскоре после столкновений в Оше Мансур Ташматов спел дуэтом с киргизской певицей Саламат Садыковой на Третьем музыкальном фестивале «Сотворение мира» в Казани. Они исполнили песню «Нет войне!», противопоставив её этническим конфликтам.

## Признание творчества
Мансур Ташматов обладает голосом широкого диапазона. «Национальная энциклопедия Узбекистана» оценивает его голос как «притягательный, чарующий».
В 1978 году Мансур Ташматов приобрёл широкую известность исполнением песни «Русские берёзы», написанной композитором Е. А. Ширяевым на стихи Талгата Нигматулина. Эту композицию он исполнил на фестивале «С песней по жизни», а затем представлял с нею СССР на конкурсе «Золотой Орфей» в Болгарии, удостоившись 3-й премии, в том же году он вышел в финал фестиваля «Песня-78», исполнив «Песню о Ташкенте». Мансур Ташматов является лауреатом и некоторых других международных фестивалей.
О творчестве певца сняты 2 фильма студии «Узбектелефильм».

## Семья
Дочь — Сабина Ташматова; в 2004 году в возрасте 12 лет выступала вместе с отцом на фестивале «Славянский базар» в Витебске.

## Дискография
- Поёт Мансур Ташматов (1978)
- Your favorite songs (2000)
- Однажды[2] (?)